# Heinrich von Donimirski
Heinrich von Donimirski (* 30. November 1844 in Hintersee; † 1918) war Gutsbesitzer und Mitglied des Deutschen Reichstags.

## Leben
Donimirski besuchte das Gymnasium in Kulm. Er wurde Landwirt und Gutsbesitzer in Hintersee. Weiter war er Kreistagsmitglied, Amtsvorsteher im Amtsbezirk Vorschloß Stuhm/Stuhmsdorf von 1882 bis 1894 und Standesbeamter. Im Krieg 1870 gegen Frankreich wurde er vor Metz am 14. August schwer verwundet.
Von Dezember 1892 bis Juni 1893 war er Mitglied des Deutschen Reichstags für den Reichstagswahlkreis Regierungsbezirk Marienwerder 1 Marienwerder, Stuhm und die Polnische Fraktion.